# R&Aプロモーション
R&Aプロモーション（アール・アンド・エー プロモーション）は、東京都渋谷区にある芸能事務所。1994年設立。

## 概要
在日外国人のタレント・モデル専門の事務所で、同社の公式サイトによれば約3000名が登録している。
過去にセイン・カミュやボビー・オロゴンの独立・移籍をめぐってトラブルになったことがある。セインとは訴訟に発展したが、2009年5月に和解が成立した（友人とともに立ち上げたイクリプス・プロダクションに所属）。また、2006年ボビーとのトラブルが生じたが、和解が成立（現在は芸能プロダクションのアレムコプロダクションに所属している）。2008年5月には元モーニング娘。の加護亜依が系列の「メインストリーム」に所属。

## 所属タレント
- ランディ・マッスル
- 加護亜依

## 過去の所属タレント
- セイン・カミュ
- ボビー・オロゴン
- 塩コショー